# Кайт (фільм)
«Кайт» (оригінальна назва англ. Kite — повітряний змій) — науково-фантастичний гостросюжетний бойовик режисера Ральфа Зімана, що вийшов влітку 2014 року на основі аніме з такою ж назвою від режисера Яцумі Умецу. У головних ролях Індіа Ейслі, Коллен Мак-Оліфф, Семюел Л. Джексон.
Прем'єра у світі відбулася 18 липня 2014 року, в США — 28 серпня 2014 року.

## Сюжет
«Кайт» вийшла на екрани через 15 років після аніме, у художньому рімейку, створеного американськими творцями. Вона більше не намальована дівчина, а жива кривава дівчинка-вбивця, так само дуже небезпечна, незважаючи на свій юний вік. У неї немає батьків, а опікун надто зацікавлений у її кривавих діяннях. Спокій дає лише наркотичний чад і це зовсім ненадовго. Так що вона знову йде вбивати свою чергову жертву і зупинити її, здається, не зможе ні що.
Недалеке майбутнє Йоханесбургу після фінансового краху. Розорене і злиденне місто наповнене бандами і продажними копами.
Сава — красива дівчина що живе таємним життям вбивці. Дочка поліцейського детектива, що брав участь у розслідуванні торгівлі людьми, вона залишилася сиротою у віці 12 років, коли невідомий злочинець убив обох батьків — хтось із корумпованих поліцейських «злив» колегу банді. Напарник батька, Карл Екер став їй опікуном, який навчив дівчину битися і підсадив на наркотики з метою «заспокоїти» стерши пам'ять про батьків.
Тепер їй 18 і Сава має намір помститися банді Еміра, якого вона звинувачує в убивстві її сім'ї і яка експлуатує беззахисних дітей задля задоволення багатих іноземних клієнтів. Після вбивства бандита і звідника Крацова, вона зустрічає друга дитинства — Обурі, але не пам'ятає його через дію наркотиків. Поява в її житті спритного і сміливого хлопця різко змінює життя Сави, котра починає розуміти, що і вбивці властиві почуття. Але Карлу це неподобається — йому потрібна лише холоднокровна вбивця, тому він зробить все, аби Сава не зустрічалася з тим, хто чинить «поганий вплив».

## У ролях
| Актор                    | Персонаж                                        | Роль                                                            |
| ------------------------ | ----------------------------------------------- | --------------------------------------------------------------- |
| Індіа Ейслі              | Сава (англ. Sawa)                               | головна героїня                                                 |
| Каллэн МакОліфф          | Обурі (англ. Oburi)                             | друг дитинства Сави                                             |
| Семюел Л. Джексон        | лейтенант Карл Екер (англ. Karl Aker)           | поліцейський, опікун Сави                                       |
| Теренс Бриджетт          | Стаґґі\Саша Стейнс (англ. Staggie\Sasha Steyns) | член банди, права рука Еміра                                    |
| Джейн Ван Дер Вестхайзен | ' (англ. Urchin Girl)                           | член банди, працює на Стаґґі Стейнса                            |
| Жако Мюллер              | Михайло Крацов (англ. Mikhal Kratsov)           | член банди, звідник                                             |
| Карл Б'юкс               | Вік Торнхілл (англ. Vic Thornhill)              | контрабандист і член банди Еміра                                |
| Зейн Міс                 | Емір (англ. Zane Meas)                          | очільник банди контрабандистів і торгівців людьми               |
| Деон Лотз                | детектив Прінслоу (англ. Detective Prinsloo)    | поліцейський що підозрював лейтенанта Карла Екера у продажності |
| Лоу Вентер               | Капітан Рейнхук (англ. Captain Reynhoek)        | поліцейський                                                    |
| Крістіна Сторм           | Мати Сави                                       | в спогадах                                                      |
| Ліам Дж. Страттон        | Батько Сави                                     | в спогадах                                                      |
| Анабель Ландер           | Старенька леді в ліфті                          |                                                                 |
| Джоді Абрахамс           | Генрік Піллей (англ. Henrik Pillay)             | Джеппі                                                          |
| Іен Сток                 | Шаміль (англ. Ien Stock)                        | член банди                                                      |

## Виробництво
Ідею створення цього фільму виношували протягом багатьох років. З 2 вересня 2011 року режисером фільму мав бути Девід Р. Елліс, але він помер 7 січня 2013 року у своєму готельному номері в Йоханесбурзі до початку зйомок, тому в лютому 2013 Ральф Зіман був найнятий як режисер.
Продюсуванням картини і написанням сценарію зайнявся Брайан Кокс.

### Зйомки
Зйомки фільму розпочалися в лютому 2013 року в Йоханесбурзі, Південна Африка і закінчилися у квітні 2014 року.

### Реклама
10-хвилинний трейлер до фільму був випущений 6 січня 2014 року, а 16 липня зробили ще один трейлер.

### Випуск
10 травня 2013 року, The Weinstein Company придбала всесвітні права на розповсюдження Кайт за межами США, Південній Африці та Індії. 17 квітня 2014 року, Anchor Bay Entertainment придбала права на поширення фільму в США та Канаді.
Фільм був випущений в 2014 році.

### Критика
Кайт був повсюдно знеславлений критиками. Фільм має Rotten Tomatoes рейтинг схвалення 0 %, на основі 14 оглядів. Він також має Metacritic бал 19 з 100, заснований на семи оглядах.